# 宮谷理香
宮谷 理香（みやたに りか、1971年7月30日 -）は、日本のピアニスト。
石川県金沢市出身。1990年桐朋女子高等学校音楽科卒業。1994年桐朋学園大学音楽学部演奏学科ピアノ専攻卒業。1996年桐朋学園大学音楽学部ピアノ専攻研究科修了。2006年高橋多佳子とピアノデュオ・ユニット「Duo Grace」を結成。

## コンクール歴
- 1995年	飯塚新人音楽コンクール 第1位[2]
- 1995年 第13回ショパン国際ピアノコンクール 第5位入賞
- 1997年 第23回日本ショパン協会賞
- 1997年 第9回飛騨古川音楽大賞 新人賞

## 師事歴
- 瀬尾真理子
- 江戸京子
- 松岡貞子
- アンジェイ・ヤシンスキイ
- ハリーナ・チェルニー＝ステファンスカ
- ピオトル・パレチニ
- 園田高弘

## ディスコグラフィ
| NO | アルバム                                                                                         | アルバム詳細 |
| 1  | RIKA MIYATANI PLAYS CHOPIN Mazurkas & Polonaises                                                 | - 発売日：1998年12月 - 録音日：1998年8月20日〜23日 - レーベル：accord - 規格番号：ACD-049 - フォーマット：12cmCD                          |
| 2  | シューベルト・シューマンのロマンを奏でる                                                         | - 発売日：2001年5月23日 - 録音日：2000年12月17日 - レーベル：ハイブライト - 規格番号：HTCA-6001 - フォーマット：12cmCD                    |
| 3  | シューベルト／シューマンのロマンの香り再び！                                                     | - 発売日：2003年5月21日 - 録音日：2002年12月6日 - レーベル：ハイブライト - 規格番号：HTCA-6004 - フォーマット：12cmCD                     |
| 4  | プレリュード                                                                                     | - 発売日：2004年10月15日 - 録音日：2003年8月26日〜28日 - レーベル：Accustika - 規格番号：PPCA-603 - フォーマット：12cmCD                  |
| 5  | BALLADE 〜Rika Plays Chopin                                                                      | - 発売日：2008年3月1日 - 録音日：2007年10月1日〜4日 - レーベル：コンサートイマジン - 規格番号：IMGN-1101 - フォーマット：12cmCD           |
| 6  | SCHERZO 〜Rika Plays Chopin                                                                      | - 発売日：2009年3月1日 - 録音日：2008年12月2日〜4日 - レーベル：コンサートイマジン - 規格番号：IMGN-1102 - フォーマット：12cmCD           |
| 7  | SONATA 〜Rika Plays Chopin                                                                       | - 発売日：2010年3月1日 - 録音日：2009年12月14日〜18日 - レーベル：コンサートイマジン - 規格番号：IMGN-1103 - フォーマット：12cmCD         |
| 8  | GRACE Duo Grace（高橋多佳子、宮谷理香）                                                          | - 発売日：2011年5月25日 - 録音日：2011年1月12日〜14日 - レーベル：オクタヴィア・レコード - 規格番号：OVCT-00079 - フォーマット：12cmCD    |
| 9  | Brin 芽 ～Rika Plays Fantaisie                                                                   | - 発売日：2011年9月30日 - 録音日：2011年3月8日〜11日 - レーベル：コンサートイマジン - 規格番号：IMGN-1104 - フォーマット：12cmCD          |
| 10 | Rain Tree 樹 〜Rika Plays Fantaisie II                                                           | - 発売日：2012年5月30日 - 録音日：2012年2月7日〜10日 - レーベル：コンサートイマジン - 規格番号：IMGN-1105 - フォーマット：12cmCD          |
| 11 | Impromptus 彩 ～Rika Plays Fantaisie III                                                         | - 発売日：2013年11月22日 - 録音日：2013年9月10日〜13日 - レーベル：コンサートイマジン - 規格番号：IMGN-1106 - フォーマット：12cmCD        |
| 12 | ストラヴィンスキー：ペトルーシュカサン＝サーンス, 動物の謝肉祭 Duo Grace（高橋多佳子、宮谷理香） | - 発売日：2014年3月26日 - 録音日：2014年1月5日、2月3-4日 - レーベル：オクタヴィア・レコード - 規格番号：OVCT-00105 - フォーマット：12cmCD |
| 13 | 兼六園の四季                                                                                     | - 発売日：2014年6月1日 - 録音日：2013年11月8日 - レーベル：石川県ピアノ協会 - 規格番号： - フォーマット：12cmCD                           |
| 14 | POLONAISE ～Rika Plays Chopin Ⅳ                                                                  | - 発売日：2014年12月10日 - 録音日：2014年9月16日〜19日 - レーベル：コンサートイマジン - 規格番号：IMGN-1107 - フォーマット：12cmCD        |
| 15 | WALTZ ～Rika Plays Chopin Ⅴ                                                                      | - 発売日：2016年9月20日 - 録音日：2016年4月26日〜28日 - レーベル：コンサートイマジン - 規格番号：IMGN-1108 - フォーマット：12cmCD         |
| 16 | 音楽の玉手箱 Vol.1－カンタービレ－                                                               | - 発売日：2016年11月18日 - 録音日：2016年9月1日〜2日 - レーベル：オクタヴィア・レコード - 規格番号：ovct-00124 - フォーマット：12cmCD     |

## 著作
- 『理香りんのおじゃまします！　～ピアニスト万華鏡』（2008、ショパン、ISBN 978-4-88-3642564）